# ژان مارو
ژان مارو (به فرانسوی: Jean Marot) شاعر قرن پانزدهم میلادی اهل فرانسه است.